# Liste des épisodes de Eyeshield 21
 (janvier 2025).
Si vous disposez d'ouvrages ou d'articles de référence ou si vous connaissez des sites web de qualité traitant du thème abordé ici, merci de compléter l'article en donnant les références utiles à sa vérifiabilité et en les liant à la section « Notes et références ».
La liste des épisodes de Eyeshield 21 décrite ci-dessous est un complément d'information concernant l'anime Eyeshield 21.

## Liste des épisodes

### Saison 1
| No | Titre français                                | Titre japonais                  | Titre japonais                                                                        | Date de 1re diffusion |
| No | Titre français                                | Kanji                           | Rōmaji                                                                                | Date de 1re diffusion |
| --- | --------------------------------------------- | ------------------------------- | ------------------------------------------------------------------------------------- | --------------------- |
| 1 | L'homme aux jambes rapides comme la lumière   | 光速の脚をもつ男                | Kousoku no ashi wo motsu otoko (L’homme aux jambes en or)                             | 6 avril 2005          |
| Sena Kobayakawa parvient à entrer au lycée de Deimon, même école que son amie Mamori Anezaki. Le premier jour, tout va bien jusqu'à ce que 3 voyous (les frères HaHa) s'en prennent à Sena. Sena entre dans le club de football américain et les frères HaHa se font repousser par une personne : Kurita. Les Frères HaHa partent. Sena rejoint le club en tant que secrétaire. Plus tard les frères HaHa veulent le numéro de Kurita pour le taper. Sena s'en va et cours très vite. C'est Hiruma (un joueur de foot du club) qui le remarque et force Sena à rejoindre le club en Running Back sous le nom de Eyeshield 21. |                                               |                                 |                                                                                       |                       |
| 2 | Jouons au football américain !                | アメフトやろうぜ！              | AMEFUTO yarouze! (Jouons au football américain !)                                     | 13 avril 2005         |
| Sena arrive à l'école pour calculer son temps avec Hiruma et Kurita sur 40 yards. Kurita fait 6,5 secondes, Hiruma fait 5,1 secondes et Sena va à la vitesse de la lumière et fait 4,2 secondes (avec Hiruma qui le menace avec son chien Cerberos). Il faut trouver neuf joueurs pour le tournoi de printemps. Sena aide Tetsuo Ishimaru à poster son courrier. Tetsuo rejoint le club et Hiruma recrute le nombre de joueurs nécessaire. |                                               |                                 |                                                                                       |                       |
| 3 | Écrase le terrain !                           | フィールドをねじふせろ          | FIRUDO wo nejifusero (Maîtrise le terrain !)                                          | 20 avril 2005         |
| Le tournoi de printemps pour se qualifier pour le Chrismas Bowl va commencer. Le premier tour a lieu pour les Devil Bats contre les Koigahama Cupid. L'équipe des Devil Bats n'ont que six joueurs valables : Yoichi Hiruma, Ryokan Kurita, Eyeshield 21 (Sena Kobayakawa), Kenta Yamoaka, Yohei Satake et Tetsuo Ishimaru. Le match se finit par la victoire des Devil Bats par 6-3. |                                               |                                 |                                                                                       |                       |
| 4 | Ce qu'on peut attraper de la main             | その手に掴むもの                | Sono te ni tsukamu mono (Ce qui tient au creux de ses mains)                          | 27 avril 2005         |
| Premier tour gagné pour les Devil Bats. Sauf que le prochain tour est contre Ojo White Knights où joue Shin qui va aussi vite que Sena. Mamori rejoint le club en tant que manager. Sena ne dit pas à Mamori qu'il est Eyeshield 21 et reste un simple secrétaire. Les seuls à savoir que Eyeshield 21 est Sena sont Hiruma et Kurita. |                                               |                                 |                                                                                       |                       |
| 5 | Gardes du corps durant une demi-seconde       | 0.5秒のボディーガード           | 0.5 byo no BODII GAADO (Gardes du corps pour une demi-seconde)                        | 4 mai 2005            |
| Le deuxième tour commence, mais Shin ne commence pas le match. Eyeshield 21 en profite pour marquer. Shin voit alors que Eyeshield 21 est un joueur rapide et agile. |                                               |                                 |                                                                                       |                       |
| 6 | Le Spear Tackle fait des ravages              | 炸裂！スピアタックル            | Sakuretsu! SUPIA TAKKURU (Détonation ! Le Spear Tackle)                               | 11 mai 2005           |
| Les Devil Bats gagne 6-0 mais Shin entre et personne ne l'arrête. Grâce à Shin, les Ojo White Knights reviennent au score. Eyeshield 21 n'arrive pas à passer Shin. |                                               |                                 |                                                                                       |                       |
| 7 | Se battre pour la victoire                    | 勝つための戦い                  | Katsu tame no tatakai (Combattre pour vaincre)                                        | 18 mai 2005           |
| Les Devil Bats sont en difficulté en raison de Shin qui joue bien. Eyeshield 21 ne veut pas jouer plus longtemps après avoir souffert du Spear Tackle de Shin. Hiruma menace de quitter le match à mi-chemin, jusqu'à ce que Eyeshield 21 promet de battre Shin au moins une fois. Hiruma revient sur le terrain. |                                               |                                 |                                                                                       |                       |
| 8 | Je n'abandonnerai pas !                       | あきらめない！                  | Akiramenai! (N’abandonne pas !)                                                       | 25 mai 2005           |
| Eyeshield 21 passe enfin Shin et marque. Sauf que le match se finit et les Devil Bats ont perdu 68-12. Sena reprend une vie normale et voit à quel point il aime le foot américain. Sena pleure car il est triste que l'aventure s'arrête si vite. Hiruma et Kurita viennent voir Sena pour lui dire que ce n'est pas fini car il y a un autre tournoi pour se qualifier à la Chrismas Bowl. C'est le tournoi d'automne et les Devil Bats vont y participer. |                                               |                                 |                                                                                       |                       |
| 9 | Le spécialiste de la réception                | キャッチの達人                  | KYACCHI no tatsujin (L’as de la réception)                                            | 1er juin 2005         |
| Sena rencontre un joueur de baseball Taro Raimon qu'on appelle aussi Monta. Il participe au sélection pour faire partie de l'équipe de baseball. Malheureusement, il n'est pas pris. Sena recrute Monta en tant que receveur. Monta accepte. Voilà un septième joueur valable dans l'équipe des Devil Bats |                                               |                                 |                                                                                       |                       |
| 10 | L'étoffe du héros                             | ヒーローの資格                  | HIRO no shikaku (Conditions pour être un héros)                                       | 8 juin 2005           |
| Sakuraba est hospitalisé car il est blessé. Il rencontre une idole, un petit garçon mais pense arrêter le football américain. Cette blessure vient du match contre Devil Bats. Monta et Sena décident d'aller s'excuser auprès du jeune homme, Monta et Sena arrivent à convaincre Sakuraba de continuer le football américain après sa blessure. |                                               |                                 |                                                                                       |                       |
| 11 | Le serment du crépuscule                      | 夕陽の誓い                      | Yuuhi no chikai (Serment sous le soleil couchant)                                     | 15 juin 2005          |
| Hiruma organise un match amical contre les Caméléons Zokugaku. Pendant ce temps Monta et Sena vont acheter de nouvelle chaussures mais se font voler leur argent. À l'aide de Shin, Sena arrive à rattraper les voleurs et récupérer leur argent. Shin et Sena se promettent d'arriver et de se battre en finale. |                                               |                                 |                                                                                       |                       |
| 12 | Réception maxi !                              | キャッチ！マックス！！          | KYACCHI! MAKKUSU!! (Max réception !!)                                                 | 22 juin 2005          |
| Le match contre les Caméléons commence. Ils jouent tous durement et commencent à blesser Sena et les autres. Sena n'arrive plus à jouer et est pétrifié à l'idée de les affronter. Sena va-t-il réussir à surmonter cette peur ? |                                               |                                 |                                                                                       |                       |
| 13 | Les terribles caméléons                       | カメレオンの恐怖                | KAMEREON no kyoufu (La terreur du caméléon)                                           | 29 juin 2005          |
| Devil Bats a du mal. Mais tout le monde encourage Eyeshield 21(Sena). Il se bat jusqu'au bout et Devil Bats gagne 42-28. Hiruma prend l'équipe des Caméléons comme en esclaves. |                                               |                                 |                                                                                       |                       |
| 14 | La tour infernale                             | 灼熱のHELL TOWER（ヘル タワー） | Shakunetsu no HELL TOWER (La Hell Tower d’Inferno)                                    | 6 juillet 2005        |
| Une sélection pour faire partie du club est organisée par Hiruma. Il s'agit de monter haut de la tour avec un sachet de glaçons |                                               |                                 |                                                                                       |                       |
| 15 | Cherchez Eyeshield !                          | アイシールドを探せ！            | AISHIRUDO wo sagase! (Trouvez Eyeshield !)                                            | 13 juillet 2005       |
| Hiruma réalise que Eyehshield 21 a une bonne accélération mais peu d'endurance, donc il demande a tous les élèves du lycée Deimon de traquer Eyeshield 21 ou alors il va propager des informations compromettantes sur eux. Il a aussi promis à ses esclaves de Zokugaku qu'il allait les relâcher s'ils arrivaient à découvrir qui était réellement Eyeshield. Mamori, qui veut aussi savoir quelle est la réelle identité de Eyeshield, le suit à la trace mais est enlevée par Hibashira et sa bande pour qu'elle devienne un appât pour attraper Eyeshield. Sena révèle son identité, mais Hiruma fait porter à tous les Devil Bat l'uniforme du joueur #21 pour que Hibashira pense que Sena est un faux Eyeshield. Puisque Hibashira n'est pas arrivé à savoir qui est réellement Eyeshield, leur esclavage est prolongé de 3 mois. |                                               |                                 |                                                                                       |                       |
| 16 | Adieu, Kurita !?                              | さよなら、栗田！？              | Sayonara, Kurita!? (Adieu, Kurita !?)                                                 | 20 juillet 2005       |
| Kurita a été accusé par un gérant d'un magasin d'avoir ruiné ses décorations pour le festival. Sachant que les Devil Bats serait disqualifiés de la Christmas Bowl si un des membres avait un avertissement disciplinaire, Kurita se retire de l'équipe. Les autres membres des Devil Bats cherchent le vrai coupable pour le faire avouer pour que Kurita ne se retire pas de l'équipe. Avec l'aide de filles américaines qui furent brutalisées par les coupables la nuit du désastre, Kurita est innocenté. À la fin de l'épisode, il est révélé dans une émission de télévision que la statue de la Liberté porte un drapeau qui informe au public l'actuel recrutement des Devil Bats. L'équipe comprend que Hiruma a demandé aux filles de voler de New York jusqu'au Japon afin d'être les témoins de Kurita.                      |                                               |                                 |                                                                                       |                       |
| 17 | Kid et le cheval de fer                       | キッド＆アイアンホース          | KIDDO & AIAN HOOSU (Kid et Iron Horse)                                                | 27 juillet 2005       |
| 18 | La fierté des vauriens                        | ろくでなしのプライド            | Rokudenashi no PURAIDO (La fierté des bons à rien)                                    | 10 août 2005          |
| 19 | La bourgeoisie se gausse du challenger        | 小市民は挑戦者を笑う            | Shoshimin wa chousensha wo warau (Les paysans qui se moquent des challengers)         | 17 août 2005          |
| 20 | L’arme secrète des sphinx                     | スフィンクスの秘密兵器          | SUFINKUSU no himitsu heiki (L’arme secrète des sphinx)                                | 24 août 2005          |
| 21 | Vole, Devil Bat !                             | 翔べ！ デビルバット             | Tobe! DEBIRU BATTO (Volez ! Devil Bats)                                               | 31 août 2005          |
| 22 | L'apparition d'une mystérieuse fille          | 謎の少女 現る                   | Nazo no shojo arawaru (L'apparition d'une mystérieuse fille)                          | 7 septembre 2005      |
| 23 | L'homme qui échappe à la gravité              | 無重力の男                      | Mujoryoku no otoko (L’homme léger)                                                    | 7 septembre 2005      |
| 24 | La finale Japon/États-Unis éclair             | 電撃！ 日米決戦                 | Dengeki! Nichimei kessen (Choc ! Le match décisif entre le Japon et les États-Unis !) | 14 septembre 2005     |
| 25 | La panthère noire dans sa cage                | 檻の中の黒豹                    | Ori no naka no kurojou (La panthère noire emprisonnée)                                | 21 septembre 2005     |
| 26 | Un réel instinct sauvage                      | 野生のリアル                    | Yasei no RIARU (Un vrai sauvage)                                                      | 28 septembre 2005     |
| 27 | Il faut récupérer Cerberos !                  | 奪還！ケルベロス                | Dakkan! KERUBEROSU (Sauvez Cerberus !)                                                | 5 octobre 2005        |
| 28 | Football américain en ville                   | アメフト・ダウンタウン          | AMEFUTO, DAUN TAUN (Le football américain en centre ville)                            | 12 octobre 2005       |
| 29 | Naissance des Devil Gunmen                    | 結成・デビルガンマンズ！        | Kessei, DEBIRU GANMANZU (Naissance des Devil Gunmen)                                  | 19 octobre 2005       |
| 30 | La frontière de l'enfer                       | 地獄への境界線                  | Jigoku e no kyoukaizen (Au bord de l’enfer)                                           | 26 octobre 2005       |
| 31 | La décision de chacun                         | それぞれの決意                  | Sorezore no ketsui (Leurs propres décisions)                                          | 2 novembre 2005       |
| 32 | Y a-t-il des losers ?                         | 負け犬はいるか                  | Makeinu wa iruka (Qui est le perdant ?)                                               | 9 novembre 2005       |
| 33 | Hé ! Ma sœur !                                | ＯＨ！マイシスター ！           | OH! MAI SHISUTA ! (Oh ! Ma sœur !)                                                    | 16 novembre 2005      |
| 34 | Apparition du Ghost                           | ゴーストの胎動                  | GOSUTO no taidou (Les mouvements du fantôme)                                          | 23 novembre 2005      |
| 35 | Solitude dans la marche de la mort            | 孤独のデス・マーチ              | Kodoku no DESU MAACHI (La Death March en solitaire)                                   | 30 novembre 2005      |
| 36 | La dernière épreuve                           | 最後の試練                      | Saigo no shiren (Le dernier obstacle)                                                 | 7 décembre 2005       |
| 37 | Un si haut sommet                             | 遥かなる頂                      | Harukanaru itadaki (Le sommet inaccessible)                                           | 14 décembre 2005      |
| 38 | Annonce de l'équipe titulaire                 | レギュラー決定 ！？             | REGURA ketsutei !? (Le choix des titulaires !?)                                       | 21 décembre 2005      |
| Après un dernier entrainement, annonce des titulaires pour le tournoi d'automne des devils bats avec une surprise inattendue... |                                               |                                 |                                                                                       |                       |
| 39 | En route pour le Christmas Bowl               | クリスマスボウルへの道          | KURISUMASU BOURU e no michi (En route pour le Christmas Bowl)                         | 11 janvier 2006       |
| Flash back des débuts de Sena/Eyeshield 21 au football américain. |                                               |                                 |                                                                                       |                       |
| 40 | La veille du match                            | 決戦前夜 ！                     | Kessen mae yoru ! (La nuit avant le match !)                                          | 11 janvier 2006       |
| 41 | Disparition du champion                       | エース消滅 ！？                 | EESU ketsumetsu !? (La disparition de l’as !?)                                        | 18 janvier 2006       |
| Le tournoi d'automne est lancé. Pour le premier match, les Devils bats devront affronter une équipe dopée aux vitamines et surmusclée. De plus, Eyeshield 21 ne pourra pas jouer en début de match. Pourront-ils gagner ? |                                               |                                 |                                                                                       |                       |
| 42 | Le Devil Bat Ghost                            | デビルバットゴースト ！！       | DEBIRU BATTO GOOSUTO !! (Le Devil Bat Ghost !!)                                       | 25 janvier 2006       |
| 43 | Le légendaire Magnum de 60 yards              | 伝説の60ヤードマグナム          | Densetsu no 60 YAADO MAGUNAMU (Le légendaire 60-Yards Magnum)                         | 1er février 2006      |
| Sena rencontre un homme qui vient réparer au lycée une pancarte à la gloire du club de foot américain. Peu de temps après en recherchant l'homme au 60 yards surnommé musashi, celui-ci croit comprendre qu'il est au club de football. Il décide donc de lancer un défi à ce joueur au tir au pénalty. Il leur faut 5 joueurs mais ils ne sont que 3 donc ils vont en chercher 2 autres entre autres le réparateur qui s'avère être en fait momochi, l'homme au 60 yards. |                                               |                                 |                                                                                       |                       |
| 44 | Ahaha ! Je fais mes débuts !                  | アハーハー ！ボクデビュー ！！  | AHAHA ! Boku DEBIRU !! (Ahaha ! Ce sont mes débuts !!)                                | 8 février 2006        |
| 45 | Le Ghost est interdit                         | ゴースト封印 ！？               | GOOSUTO fuuin !? ("Ghost Seal" !?)                                                    | 15 février 2006       |
| Hiruma interdit à Sena d'utiliser le ghost sauf pour les matchs officiels, et envoie l'équipe s'entrainer avec des joueurs adultes. Sena finit par devoir affronter Shin pendant la rencontre. |                                               |                                 |                                                                                       |                       |
| 46 | Ghost contre Spear                            | ゴーストｖｓスピア              | GOOSUTO vs SUPIA (Ghost vs Spear)                                                     | 22 février 2006       |
| 47 | Ils sont chauds, les Guts !                   | 熱いぜ ！ガッツ ！！            | Atsui ze ! GATTSU !! (C'est chaud ! Courage !!)                                       | 1er mars 2006         |
| 48 | Effort, cran, et match à pleine puissance !   | 努力 ！根性 ！全力勝負 ！       | Doryoku ! Gensei ! Zenryoku shoubu ! (Effort ! Volonté ! Un combat sans merci !)      | 8 mars 2006           |
| 49 | L'esprit d'honneur de la ligne                | いぶし銀・ライン魂 ！           | Ibushi gin, RAIN tamashi ! (Goûts raffinés. Esprit de ligne !)                        | 15 mars 2006          |
| L'équipe des Devils rencontre Onihei, le joueur phare des Deers de Hashiratani, et modèle pour Kurita, qui leur raconte comment il lui a donné envie de jouer au football américain. L'équipe assiste ensuite à la rencontre des Deers contre les poséidons, et contre toute attente, les poseidons l'emporte grâce à l'entrée de deux joueurs "immenses" |                                               |                                 |                                                                                       |                       |
| 50 | Le courage de ne pas fuir !                   | 逃げない勇気 ！                 | Nigenai yuuki ! (Le courage de ne pas fuir !)                                         | 22 mars 2006          |
| Rencontre entre Sena et les joueurs phare de poseidon. Sena réussit à passer mizumachi lors d'un essaie non officiel, et reprend confiance en lui ainsi qu'en leur chance de gagner le prochain match |                                               |                                 |                                                                                       |                       |
| 51 | Les violents Caméléons sont en danger         | 危うし ！最凶のカメレオン       | Ayaushi ! Saikyou no KAMEREON (Fais attention ! Le plus malchanceux des Caméléons)    | 29 mars 2006          |
| Quelqu'un tente de faire disqualifier les caméléons et les Devils bat en se faisant passer pour eyeshield 21. |                                               |                                 |                                                                                       |                       |
| 52 | Le choc ! Les Caméléons contre les Poséidon ! | 激突！カメレオンvsポセイドン    | Gekitotsu! KAMEREON vs POSEIDON (Confrontation ! Caméléon vs Poséidon)                | 5 avril 2006          |
| Rencontre des Poseidons et des Caméléons. Les Caméléons ont du mal a garder leur calme et prennent une pénalité. Malgré leurs efforts, ils perdent face au Poséidon 42 - 00, n'ayant même plus réellement la force de lutter sur la fin. |                                               |                                 |                                                                                       |                       |

### Saison 2
| No | Titre français                                  | Titre japonais                 | Titre japonais                                                                       | Date de 1re diffusion |
| No | Titre français                                  | Kanji                          | Rōmaji                                                                               | Date de 1re diffusion |
| --- | ----------------------------------------------- | ------------------------------ | ------------------------------------------------------------------------------------ | --------------------- |
| 53 | Le terrifiant Scorpion venimeux                 | 恐怖の毒サソリ ！              | Kyoufu no doku SASORI ! (Le terrifiant Scorpion empoisonné !)                        | 12 avril 2006         |
| Le scorpions menace de s'en prendre à Hiruma et Eyeshield. Lors de la rencontre Hiruma est introuvable, et les devils Bat sont désarçonnés et perdent alors que des tensions apparaissent |                                                 |                                |                                                                                      |                       |
| 54 | La tour de contrôle a disparu                   | 消えた司令塔                   | Kieta shireitou (La tour de contrôle disparue)                                       | 19 avril 2006         |
| Les Devils bats sont dans une situation critique, ils perdent 6 à 14, vont ils reussir à remonter pour remporter la victoire ?                                                            |                                                 |                                |                                                                                      |                       |
| 55 | Le mur de la différence de taille               | 体格差の壁                     | Taigaku sa no kabe (La barrière de la différence physique)                           | 26 avril 2006         |
| 56 | Pousse, Komusubizeki !                          | うっちゃれ小結関 ！            | Ucchare kokekkan ! (L'axe de projection! Komusubi-zeki !)                            | 3 mai 2006            |
| 57 | Celui qui connaît le numéro 21                  | 「21」を知る者                 | 「21」 wo shirumono (Ceux qui connaissent le 21)                                     | 17 mai 2006           |
| 58 | Le démon contre le dieu de la mer               | 悪魔vs海の神                   | Akuma vs umi no kami (Les démons VS le Dieu des océans)                              | 24 mai 2006           |
| 59 | La vedette cachée                               | 裏エースの男                   | Ura EESU no otoko (Le prodige caché)                                                 | 31 mai 2006           |
| 60 | La promesse du terrain                          | フィールドの約束 ！            | FIIRUDO no yakusoku ! (La promesse du terrain !)                                     | 7 juin 2006           |
| 61 | L'obsession de la victoire                      | 勝利への執念 ！                | Shouri e no shuunen ! (La rage de vaincre !)                                         | 14 juin 2006          |
| 62 | L'effroyable Moby Dick Anchor !                 | 戦慄！モビィディック・アンカー | Senritsu! MOBIDIKKU ANKA (Terreur ! Moby Dick Anchor)                                | 14 juin 2006          |
| 63 | Offensive et défensive sur 30 centimètres       | 30 センチの攻防 !!             | 30 SENCHI no kohou !! (La bataille des 30 centimètres !!)                            | 21 juin 2006          |
| 64 | L'apparition d'un homme rapide comme la lumière | 光速の男現る !?                | Kousoku no otoko arawaru !? (L'homme possédant la vitesse de la lumière apparaît !?) | 28 juin 2006          |
| 65 | C'est la fête du sport au lycée Deimon !        | 泥門高校体育祭だァ !!          | Deimon koukou taiinkusai daa !! (Le festival de sport du lycée Deimon !!)            | 5 juillet 2006        |
| 66 | Sena, sprinter ?                                | スプリンター・セナ! ?          | SUPURINTA Sena! ? (Sena, sprinter ?)                                                 | 12 juillet 2006       |
| 67 | La promesse des trois amis                      | 三人の約束                     | Sannin no yakusoku (Une promesse à trois)                                            | 19 juillet 2006       |
| 68 | Prouver qui est le plus rapide                  | 最速の証明                     | Saizoku no shoumei (La preuve du plus rapide)                                        | 26 juillet 2006       |
| 69 | Désespoir sur le terrain                        | 絶望のフィールド               | Zetsubou no FIRUDO (Remords sur le terrain)                                          | 9 août 2006           |
| 70 | Musashi est avec nous                           | ムサシはここにいる             | Musashi wa koko ni iru (Musashi est parmi nous)                                      | 16 août 2006          |
| 71 | Le démon de la contre-attaque                   | 反撃の悪魔                     | Hangeki no akuma (La contre-attaque du démon)                                        | 23 août 2006          |
| 72 | Fierté et vitesse de la lumière                 | 光速のプライド                 | Kousoku no PURAIDO (La fierté de la vitesse de la lumière)                           | 30 août 2006          |
| 73 | Le tir du destin                                | 運命のキック                   | Unmei no KIKKU (Le kick du destin)                                                   | 6 septembre 2006      |
| 74 | Le serment des rivaux                           | ライバルの誓い                 | RAIBARU no chikai (Un serment de rival)                                              | 13 septembre 2006     |
| 75 | La menace de Bando                              | スパイダーの脅威               | SUPAIDA no kyoui (La menace d'une araignée)                                          | 20 septembre 2006     |
| 76 | Reviens ! Musashi !                             | 戻れ！ムサシ ！                | Modore! Musashi !                                                                    | 27 septembre 2006     |
| 77 | Le véritable numéro 21                          | 本当の『21』                   | Hontou no "21"                                                                       | 4 octobre 2006        |
| 78 | Ceux qui attendent au bout du chemin            | その先に待つもの               | Sono sakini Matsu mono                                                               | 4 octobre 2006        |
| 79 | Sena Kobayakawa                                 | 小早川瀬那                     | Kobayakawa Sena                                                                      | 11 octobre 2006       |
| 80 | La meilleure équipe de tireurs                  | 最強のキックチーム             | Saikyou no KIKKU CHIIMU                                                              | 18 octobre 2006       |
| 81 | La vérité sur l'homme aux yeux rouges           | 赤い瞳の真実                   | Akai hitomi no shinjitsu                                                             | 25 octobre 2006       |
| 82 | Cours, Musashi !                                | 走れ！ムサシ ！                | Hashire! Musashi !                                                                   | 1er novembre 2006     |
| 83 | Le temps a repris son cours                     | 動き出した時間                 | Ugoki dashita jikan                                                                  | 8 novembre 2006       |
| 84 | Le Démon dans la tempête                        | 嵐の中の悪魔                   | Arashi no naka no Akuma                                                              | 22 novembre 2006      |
| 85 | L'homme aimé de Dieu                            | 神に愛された男                 | Kami ni Aisareta Otoko                                                               | 29 novembre 2006      |
| 86 | Ombre et lumière d'une fin de match             | 光と影のタイムアップ           | Hikari to Kage no TAIMU APPU                                                         | 6 décembre 2006       |
| 87 | Les guerriers les plus forts de Tokyo           | 東京最強の戦士達 !!            | Toukyou Saikyou no Senshi-tachi !!                                                   | 13 décembre 2006      |
| 88 | Show de mi-temps à Deimon                       | 泥門ハーフタイムショー         | Deimon hāfutaimu shō                                                                 | 20 décembre 2006      |
| 89 | Ouverture de la coupe choux à la crème          | 開幕！シュークリームカップ !!  | Kaimaku! SHUUKURIIMU KAPPU !!                                                        | 4 janvier 2007        |
| 90 | Une nouvelle épreuve                            | 新たなる試練                   | Aratanaru Shiren                                                                     | 10 janvier 2007       |
| 91 | L'esprit combattif ! L'ascension de la mort     | 闘魂！デス・クライム           | Toukon! Desu Kuraimu                                                                 | 17 janvier 2007       |
| 92 | Les trois frères dans un ranch du Texas         | テキサス牧場の三兄弟           | Tekisasu bokujou no sankyoudai                                                       | 24 janvier 2007       |
| 93 | Encouragements amicaux                          | 友情のエール                   | Yuujou no ēru                                                                        | 31 janvier 2007       |
| 94 | L'arme secrète couleur argent                   | 白銀の秘密兵器                 | Hakugin no himitsu heiki                                                             | 7 février 2007        |
| 95 | Brisez le mur de la tempête de neige !          | 吹雪の壁をぶちやぶれ           | Fubuki no kabe wo buchiyabure                                                        | 14 février 2007       |
| 96 | Allez ! Sus au tournoi du Kanto !               | いざ！関東大会へ！             | Iza! Kantou taikai e !                                                               | 21 février 2007       |
| 97 | Adieu, Onihei !                                 | さらば鬼兵                     | Saraba Onihei                                                                        | 28 février 2007       |
| 98 | La riposte des Caméléons                        | カメレオンの逆襲 !             | KAMEREON no gyakushuu !                                                              | 7 mars 2007           |
| 99 | C'est la fête de l'école au lycée Deimon        | 泥門高校学園祭だァ !!          | Deimon koukou gakuen matsuri daa !!                                                  | 14 mars 2007          |
| 100 | Des chaînes invisibles                          | 見えない鎖                     | Mienai kusari                                                                        | 21 mars 2007          |
| 101 | Le plus puissant des démons                     | 最強の悪                       | Saikyou no aku                                                                       | 11 avril 2007         |
| 102 | Surmonter sa peur                               | 怖れを越えて                   | Osore wo koete                                                                       | 18 avril 2007         |
| 103 | Un double blocage infranchissable               | 鉄壁のダブルストッパー         | Teppeki no DABURU SUTOPPAA                                                           | 25 avril 2007         |
| 104 | Le joueur de ligne manquant                     | 一つ欠けたライン               | Hitotsu kaketa RAIN                                                                  | 2 mai 2007            |

### Saison 3
| No  | Titre français                                     | Titre japonais               | Titre japonais                | Date de 1re diffusion |
| No  | Titre français                                     | Kanji                        | Rōmaji                        | Date de 1re diffusion |
| --- | -------------------------------------------------- | ---------------------------- | ----------------------------- | --------------------- |
| 105 | L'ultime match du jeu de la mort                   | 最後のデス・ゲーム           | Saigo no DESU GEEMU           | 9 mai 2007            |
| 106 | Agon Kongo, le dieu-démon                          | 鬼神・金剛阿含               | Kishin Kongou Agon            | 16 mai 2007           |
| 107 | L'ennemi est à Shinryuji !                         | 敵は神龍寺にあり             | Teki wa Shinryuuji ni ari !   | 30 mai 2007           |
| 108 | Sena, détective ?                                  | 名探偵セナ ！？              | Meitantei Sena ?!             | 6 juin 2007           |
| 109 | Le talent de la réception                          | キャッチの才能               | KYACCHI no sainou             | 13 juin 2007          |
| 110 | Le mur du talent                                   | 才能の壁                     | Sainou no kabe                | 20 juin 2007          |
| 111 | Sus à l'ennemi, Devil Bats !                       | 出陣!デビルバッツ            | Shutsujin! DEBIRU BATTSU!     | 27 juin 2007          |
| 112 | Démon contre Dieu du mal !                         | 悪魔ｖｓ鬼神!                | Akuma Vs Kishin!              | 4 juillet 2007        |
| 113 | Le douzième athlète                                | 12人目のアスリート           | 12 hitome no ASURIITO         | 11 juillet 2007       |
| 114 | Le potentiel des joueurs ordinaires                | 凡才の力                     | Bonsai no chikara             | 18 juillet 2007       |
| 115 | Duel pour le titre de numéro un                    | ナンバーワンを懸けて         | NANBAA WAN wo kakete          | 25 juillet 2007       |
| 116 | La volonté du combattant                           | 戦士の意志                   | Senshi no ishi                | 1er août 2007         |
| 117 | Plus de temps mort                                 | タイムアウト・ゼロ           | TAIMU AUTO ZERO               | 8 août 2007           |
| 118 | Un huddle sans réponse                             | 答えなきハドル               | Kotae naki HADORU             | 15 août 2007          |
| 119 | Au bout d'une lutte acharnée                       | 死闘の果てに                 | Shito no hateni               | 22 août 2007          |
| 120 | L'incroyable phénomène Dinosaurs !                 | 超弩級！ダイナソーズ!!       | Chou dokyuu! DAINOSOOZU!!     | 29 août 2007          |
| 121 | Le champ de bataille du loup                       | 狼の戦場                     | Ookami no senjou              | 19 septembre 2007     |
| 122 | Le Rodeo Drive Stampede                            | ロデオドライブ・スタンピード | RODEO DORAIBU SUTANPIIDO      | 26 septembre 2007     |
| 123 | Un chevalier sans faille                           | 死角なき騎士                 | Shikakunaki kishi             | 3 octobre 2007        |
| 124 | La lance ultime !                                  | 究極の槍!!                   | Kyuukyoku no yari!!           | 10 octobre 2007       |
| 125 | C'est la fête de l'école au lycée Ojô !            | 王城高校学園祭だァ!!         | Oujou koukou gakuen sai daa!! | 24 octobre 2007       |
| 126 | L'engagement de devenir un as                      | エースへの誓い               | EESU e no chikai              | 31 octobre 2007       |
| 127 | Juste pour la victoire                             | ただ、勝利のために           | Tada, shouri no tame ni       | 7 novembre 2007       |
| 128 | Le démon contre l'homme à la vitesse de la lumière | 悪魔vs光速の男               | Akuma vs. kousoku no otoko    | 14 novembre 2007      |
| 129 | Le défi au Roi                                     | 王者への挑戦                 | Ouja e no chousen             | 21 novembre 2007      |
| 130 | Début des hostilités en fanfare                    | 開戦のファンファーレ         | Kaisen no FANFARE             | 28 novembre 2007      |
| 131 | Prison Chain, l'enragé                             | 怒りのプリズンチェーン       | Ikari no PURIZUN CHEEN        | 5 décembre 2007       |
| 132 | Le chevalier maître des airs                       | 空を制する騎士               | Sora wo seisuru kishi         | 12 décembre 2007      |
| 133 | La baliste du royaume                              | 王国の巨大弓                 | Oukoku no kyodai yumi         | 19 décembre 2007      |
| 134 | Un rempart invincible                              | 無敵の城塞                   | Muteki no jousai              | 4 janvier 2008        |
| 135 | Un surhomme sans égal                              | 比類なき超人                 | Hirui naki choujin            | 9 janvier 2008        |
| 136 | La défaite du n°21                                 | 敗北の「21」                 | Haiboku no "21"               | 16 janvier 2008       |
| 137 | La mi-temps fatidique                              | 運命のハーフタイム           | Unmei no HAAFUTAIMU           | 23 janvier 2008       |
| 138 | Bataille sur le terrain après la pluie             | 雨あがりの地上戦             | Ame agari no chijousen        | 30 janvier 2008       |
| 139 | Les 9999 réceptions                                | 9999回のキャッチ             | 9999 kai no KYACCHI           | 6 février 2008        |
| 140 | Les 2 As                                           | 二人のエース                 | Futari no EESU                | 13 février 2008       |
| 141 | Activation du Devil Stun Gun !                     | デビルスタンガン発動！       | DEBIRUSUTANGAN hatsudou!      | 20 février 2008       |
| 142 | Les deux ailes du Démon                            | 悪魔の両翼                   | Akuma no ryouyoku             | 27 février 2008       |
| 143 | Par pure volonté                                   | 執念ひとつ                   | Shuunen Hitotsu               | 5 mars 2008           |
| 144 | L'instant ultime                                   | 最後の刹那                   | Saigo no setsuna              | 12 mars 2008          |
| 145 | Jouons tous au foot américain ! YA HA !            | みんなアメフトやろうぜ！     | Minna AMEFUTO yarouze!        | 19 mars 2008          |